# 石川県道287号粟津正院線
石川県道287号粟津正院線（いしかわけんどう287ごう あわづしょういんせん）とは、石川県珠洲市内を通る一般県道（石川県道）である。

## 概要
珠洲市東部にあたる三崎町地内の集落を結び、また石川県道28号大谷狼煙飯田線をショートカットするルートとなっている。さらに同市正院町川尻のライスセンター前交差点から珠洲道路にもつながり、珠洲市東部地区と飯田地区を最速で結ぶだけでなく、穴水および七尾ならびに金沢とを結ぶルートでもある。
- 起点：石川県珠洲市三崎町粟津ハ部82番3地先（＝石川県道28号大谷狼煙飯田線交点）
- 終点：石川県珠洲市正院町川尻あ部77番1地先（＝ライスセンター前交差点・石川県道12号蛸島港線、石川県道28号大谷狼煙飯田線交点）

## 歴史
- 1960年（昭和35年）10月15日：路線認定。
- 2012年（平成24年）3月30日 : 珠洲市三崎町粟津ハ部82番3地先 - 珠洲市三崎町粟津ホ部215番1地先の区間（207.4m）を編入[1]。石川県道28号大谷狼煙飯田線の旧道を編入したことで、起点が変更となる。
- 2015年（平成27年）3月31日 : 珠洲市正院町川尻あ部77番1地先（ライスセンター前交差点） - 珠洲市正院町川尻1部83番1地先（正院小前交差点）の区間を道路区域から除外[2]。終点が変更となる。

## 接続道路
- 石川県道28号大谷狼煙飯田線（珠洲市三崎町粟津：起点）
- 石川県道279号大屋杉山線（珠洲市三崎町杉山）
- 石川県道12号蛸島港線、石川県道28号大谷狼煙飯田線（珠洲市正院町川尻・ライスセンター前交差点：終点）